# Heinz Schudnagies
Heinz Schudnagies (* 23. Mai 1925 in Berlin; † 23. April 1997 in der Provence, Frankreich) war ein deutscher Architekt.
Schudnagies studierte ab 1946 an der Technischen Hochschule Berlin Architektur und war ab 1956 selbständig als Architekt in Berlin tätig.
Heinz Schudnagies schuf viele Wohnhäuser, vornehmlich in Berlin, in denen er Gedanken von Hugo Häring und Hans Scharoun aufgriff. Die Häuser zeichnen sich durch sehr freie Grundrisse und Polygonalität aus. Man kann seine Bauten zur Organischen Architektur zählen.

## Bauten (Auswahl)

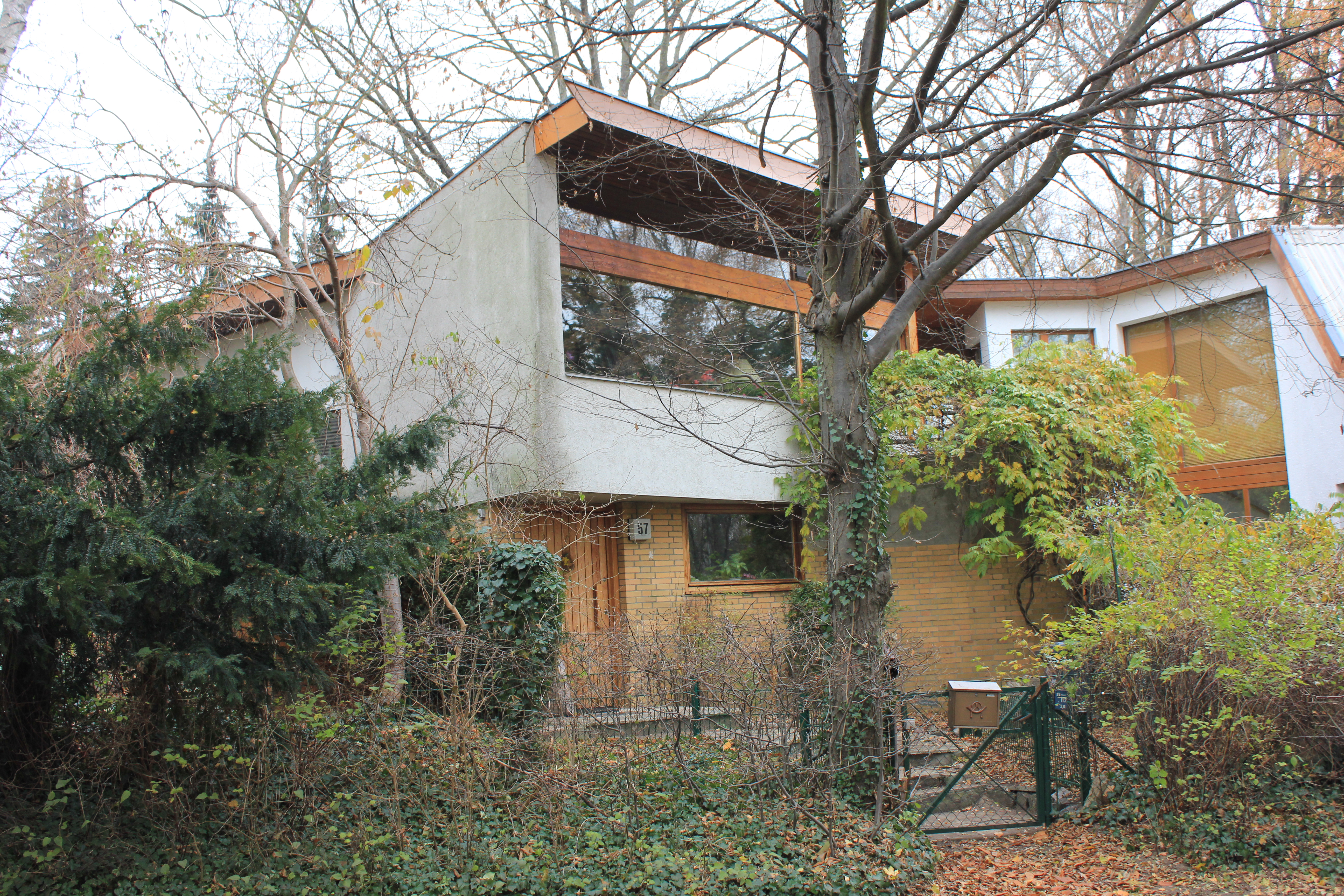
Haus Dr. Wagner

- 1957–1958: Haus Kersten, Wiltinger Straße 15 in Berlin-Frohnau[1]
- 1957–1958: Haus Regel, Horandweg 28 in Berlin-Frohnau[2]
- 1958: Wohnhaus und Laden, Bekassinenweg 18 in Berlin-Heiligensee[3]
- 1959–1960: Haus Dr. Wagner, Rothenbücher Weg 57 in Berlin-Gatow[4]
- 1960 „Schwalbennest“-Anbau am Hause Paulsborner Straße 52/53 Berlin-Grunewald (mit Klaus-Jakob Thiele) S. 64 Ausstellungskatalog der Berlinischen Galerie, Berlin 1992
- 1961: Doppelwohnhaus in Quermatenweg in Berlin-Zehlendorf
- 1962: Einfamilienhaus Villiers, Quermatenweg 25 in Berlin-Zehlendorf
- 1964–1965: Haus Dr. Conrads, Hainbuchenstraße 56 in Berlin-Frohnau[5]
- 1964–1965: Haus Söll, Altenhofer Weg 16 in Berlin-Wittenau,[6]
- 1965–1966: Haus Friedrich und Haus Stellfeldt, Alt-Heiligensee 107/109 in Berlin-Heiligensee[7]
- 1965–1966: Haus Schultz, Olwenstraße 62 in Berlin-Frohnau[8]
- 1968: Wohnhaus Alt-Tegel 12 in Berlin-Tegel (zusammen mit seinem Bruder Günter)[9]
- 1968–1977: Apartmenthäuser, Wallotstraße in Berlin-Grunewald
- 1973: Mehrfamilienhaus, Tannenhäherstraße 9, Berlin-Konradshöhe
- 1979: Mehrfamilienhaus, Stößerstraße 25, Berlin-Konradshöhe
- Wohnbau, Nußhäherstraße, Berlin-Konradshöhe
- Wohnbau, Dohlenstraße, Berlin-Konradshöhe
- Wohnhaus, Sperberstr. 29; 13505 Berlin-Konradshöhe

Seeufer-Bebauung in Berlin-Tegel am Großen Malchsee / Tegeler See:
- 1965–1967: Wohnhochhaus „Neptun“ (Sozialer Wohnungsbau)
- 1965–1966: Apartmenthaus „Nixe“
- 1974–1975: Apartmenthaus „Seeblick“ (Sozialer Wohnungsbau)